# Campeonato Femenino de la OFC 1991
El Campeonato Femenino de la OFC de 1991 fue la cuarta edición de la máxima competición femenina de fútbol a nivel selecciones en Oceanía, celebrada en Australia. Participaron tres selecciones que se enfrentaron mediante el sistema de todos contra todos para definir al campeón. El ganador del torneo clasificaría para la Copa Mundial Femenina de Fútbol de 1991.

## Equipos participantes
En cursiva los debutantes.
| Equipos participantes | Equipos participantes | Equipos participantes |
| --------------------- | --------------------- | --------------------- |
| Australia             | Nueva Zelanda         | Papúa Nueva Guinea    |

## Resultados
| Equipo             | Pts | PJ | PG | PE | PP | GF | GC | Dif |
| ------------------ | --- | -- | -- | -- | -- | -- | -- | --- |
| Nueva Zelanda      | 6   | 4  | 3  | 0  | 1  | 28 | 1  | +27 |
| Australia          | 6   | 4  | 3  | 0  | 1  | 21 | 1  | +20 |
| Papúa Nueva Guinea | 0   | 4  | 0  | 0  | 4  | 0  | 47 | -47 |

| 19 de mayo de 1991 | Nueva Zelanda | 16:0 | Papúa Nueva Guinea |  |  |

| 20 de mayo de 1991 | Australia | 0:1 | Nueva Zelanda |  |  |

| 21 de mayo de 1991 | Papúa Nueva Guinea | 0:12 | Australia |  |  |

| 23 de mayo de 1991 | Papúa Nueva Guinea | 0:11 | Nueva Zelanda |  |  |

| 24 de mayo de 1991 | Nueva Zelanda | 0:1 | Australia |  |  |

| 25 de mayo de 1991 | Australia | 8:0 | Papúa Nueva Guinea |  |  |

| Nueva Zelanda  |
| Nueva Zelanda  |
| Segundo título |

## Clasificado alMundial de 1991
| Nueva Zelanda |
| Nueva Zelanda |